# Zsolnai Richárd
Zsolnai Richárd Tibor (Budapest, 1994. március 28. –) magyar labdarúgó, az Ajka csatára.

## Pályafutása

### Klubcsapatokban
Érden kezdett el megismerkedni a labdarúgással, majd 13 éves korában Vácra került, ahol tíz évig játszott. A váci utánpótlásból a felnőtt csapatba került, ahol szép sikereket értek el. Előbb az NB III-ba, majd az NB II-be is feljutottak. 2019 nyarán  Diósgyőrbe igazolt. Fél évet töltött a DVTK-nál, ahol kevés játéklehetőséghez jutott az első osztályban, így 2020. januárjában a Budafok csapatához került kölcsönbe. Ezután az FC Ajkánál 25 bajnoki mérkőzésen 9 gólt szerzett. 2021. augusztus 1-jén a Csákvár elleni mérkőzésen újra a DVTK csapatát erősítette.
2022. június 23-án aláírt az Ajka csapatához.